# Пертикаро (Кротоне)
Пертикаро је насеље у Италији у округу Кротоне, региону Калабрија.
Према процени из 2011. у насељу је живело 402 становника. Насеље се налази на надморској висини од 634 м.